# Ускорительно-накопительный комплекс
Ускорительно-накопительный комплекс (УНК) — незавершённый проект по созданию протон-протонного коллайдера на сверхпроводящих магнитах в Институте физики высоких энергий (Протвино). Проектная энергия пучка — 3000 ГэВ. Длина основного кольца — 21 км, в качестве первой «разгонной» ступени планировалось использование действующего протонного синхротрона У-70.

## История создания ускорителя
Работы по созданию ускорителя были начаты в 1983 году. В течение 12 лет в стабильных и сухих породах на глубине от 20 до 60 метров (в зависимости от рельефа местности) был построен тоннель (проходка была завершена 9 декабря 1994 года), внутренний диаметр которого равнялся 5 метрам. На протяжении всего тоннеля каждые полтора километра были построены подземные залы для размещения крупногабаритного оборудования, которые были связаны с поверхностью вертикальными шахтами.
В 1994 году был введён в строй первый участок нового ускорителя — подземный канал длиной 2,7 км, соединяющий У-70 и УНК. В канале были смонтированы электромагнитная система, вакуумная система, приборы наблюдения за пучком. После настройки всех элементов канала протоны с энергией 70 ГэВ пролетели по проектной траектории вплоть до будущей точки ввода в подземное кольцо УНК.
После завершения проходки основного тоннеля работы по созданию ускорительного комплекса были полностью остановлены из-за нехватки средств. В 1999 году было принято решение о закрытии проекта и консервации тоннеля. На 2018 год основной тоннель поддерживается в законсервированном состоянии, там есть дежурное освещение, системы вентиляции, производится откачка поступающих грунтовых вод.

## Состав комплекса УНК
- Ускоритель У-70
- Канал инжекции — ввода пучка протонов в кольцо ускорителя УНК
- Канал антипротонов
- Криогенный корпус
- Тоннели к адронному и нейтронному комплексам

## Перспективы
Подземный кольцевой тоннель имеет внутренний диаметр 5 метров и расположен на глубине от 20 до 60 метров. По длине и глубине залегания он аналогичен кольцевой линии Московского метро. В области коллайдеров данный проект был очень актуален в 1980—1990-е годы, однако в связи с плотным изучением столкновений протонов с энергией 3-4 ТэВ на Большом адронном коллайдере, внимание и финансирование российских учёных переключилось на проект строительства коллайдера протонов и тяжёлых ионов NICA, строящийся в Дубне.